# Erigone brevipes
Erigone brevipes Tu & Li, 2004 è un ragno appartenente alla famiglia Linyphiidae, endemico del Vietnam.

## Etimologia
L'epiteto specifico brevipes viene dal latino ed è traducibile come dal corto piede; in riferimento al palpo maschile che è distintamente più corto della maggior parte delle specie appartenenti al genere Erigone.

## Aspetto
La specie è facilmente distinguibile dagli altri Erigone dal corto palpo robusto e notevole, dalla piccola patella, dalla corta tibia, dalla grande apofisi tibiale dei maschi, dall'atrio a forma pentagonale e dall'epigino curvato dorsalmente e di forma triangolare.
Il maschio è lungo 1,33 mm, il carapace è lungo 0,70 mm e largo 0,50 mm. L'addome è 0,73x0,50 mm. Il carapace è di colore marrone giallastro, entrambi i sessi sono simili nell'aspetto e non hanno cospicue differenze tra loro. Gli occhi sono subeguali, con una contornazione nera. I cheliceri dispongono frontalmente di denti, di zanne scanalate con sei denti sul margine anteriore e cinque piccoli denti sul margine posteriore. Le zampe sono color bianco pallido, lo sternum è marrone grigiastro e l'addome grigio.

Il palpo maschile è robusto e notevole, il femore presenta due grandi denti se visto retrolateralmente. La patella è più corta della tibia e possiede una piccola apofisi ventrale. La tibia presenta invece due apofisi dorsali, inoltre presenta un tricobotrio prolaterale e due retrolaterali. La divisione embolica è preminentemente caratterizzata da una grande apofisi terminale con lobo prossimale.
La femmina è lunga 1,20 mm, il carapace è lungo 0,58 mm e largo 0,40 mm. L'addome è 0,73x0,57 mm. I cheliceri non presentano denti frontali. Le altre caratteristiche somatiche sono simili al maschio.

L'epigino è leggermente chitinizzato, presenta una fine striatura trasversale ed è concavo posteriormente. È possibile vedere il ricettacolo seminale e i dotti copulatori attraverso la parete corporea trasparente. L'atrio è di forma pentagonale visto dorsalmente. La piastra dorsale è triangolare e curva dorsalmente.

## Distribuzione
La specie è endemica del Vietnam, in particolare del villaggio Gao Bao nella provincia di Ha Giang.

## Tassonomia
Sono stati osservati solamente l'olotipo e i paratipi della specie nel 2004 e ad oggi, 2014, non sono note sottospecie.